# Trofeo de la Asociación Española de Clubes Náuticos

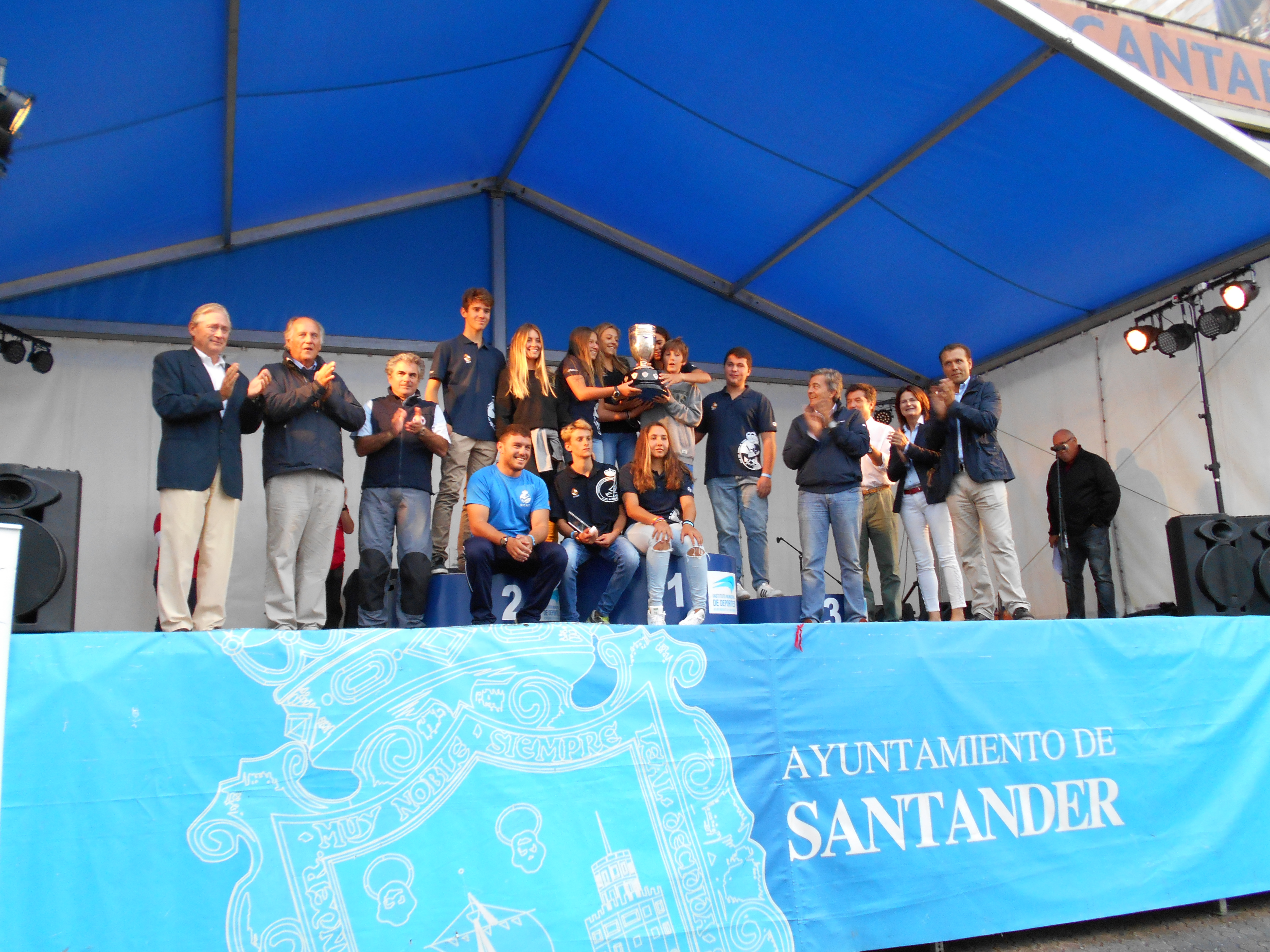
Entrega del trofeo al equipo del RCNT, vencedor en 2015.

El Trofeo de la Asociación Española de Clubes Náuticos es una competición de vela ligera que se celebra en España desde 2001.
Lo organiza la Asociación Española de Clubes Náuticos en colaboración con uno de sus clubes, que se adjudica su celebración, y lo disputan las flotas de Optimist, Laser Radial, Laser 4.7, 420 y Snipe de los clubes miembros de esta asociación. Las diferentes sedes son los puertos de los clubes anfitiones.
En esta competición se entregan premios a los mejores clasificados de cada clase, pero el Trofeo propiamente dicho (Trofeo Permanente de la AECN) se entrega al club ganador por equipos, puntuando las dos mejores clasificaciones de cada club en cada una de las clases, descartándose la clase en la que peor clasificación se haya obtenido. El Trofeo es propiedad de la asociación y el club ganador se responsabiliza de su custodia hasta la celebración de la siguiente edición.
El actual campeón es el Club de Mar de Almería, mientras que el Real Club Náutico de Tenerife, es el club con mayor número de victorias, con cuatro, por delante del Real Club Náutico de Gran Canaria y del Club de Mar de Almería, con tres.

## Palmarés
| Edición | Año  | Sede (Club)                   | Campeón                                                   |
| I       | 2001 | San Sebastián (RCNSS)         | Real Club Náutico de San Sebastián                        |
| II      | 2004 | Gijón (RCAR)                  | Regatas anuladas por temporal                             |
| III     | 2005 | Málaga (RCM)                  | Real Club Marítimo de Santander                           |
| IV      | 2006 | Almería (CMA)                 | Club de Mar de Almería                                    |
| V       | 2007 | San Sebastián (RCNSS)         | Real Club Náutico de Gran Canaria                         |
| VI      | 2008 | Las Palmas (RCNGC)            | Real Club Náutico de San Sebastián                        |
| VII     | 2009 | Melilla (RCMM)                | Club de Mar de Almería                                    |
| VIII    | 2010 | La Coruña (RCNC)              | Real Club Náutico de Gran Canaria                         |
| IX      | 2011 | Gijón (RCAR)                  | Real Club Náutico de Tenerife                             |
| X       | 2012 | Santa Cruz de Tenerife (RCNT) | Real Club Náutico de Tenerife                             |
| XI      | 2013 | Alicante (RCRA)               | Real Club Náutico de Gran Canaria                         |
| XII     | 2014 | Palma de Mallorca (RCNP)      | Regatas anuladas por falta de viento                      |
| XIII    | 2015 | Santander (RCMS)              | Real Club Náutico de Tenerife                             |
| XIV     | 2016 | San Sebastián (RCNSS)         | Real Club Marítimo del Abra y Real Sporting Club          |
| XV      | 2017 | Almería (CMA)                 | Real Club Náutico de Tenerife                             |
| XVI     | 2018 | Melilla (RCMM)                | Real Club Marítimo de Melilla                             |
| XVII    | 2019 | Santa Cruz de Tenerife (RCNT) | Regatas anuladas por razones meteorológicas               |
| XVIII   | 2021 | San Sebastián (RCNSS)         | Real Club Náutico de San Sebastián                        |
| XIX     | 2022 | Las Palmas (RCNGC)            | Sin validez debido a que solo se pudo completar una manga |
| XX      | 2023 | Málaga (RCM)                  | Club de Mar de Almería                                    |
| XXI     | 2025 | Las Palmas (RCNGC)            | Real Club Náutico de Arrecife                             |

^En 2020 no se celebró debido a la pandemia de COVID-19 en España